# Комратський район
Комра́тський райо́н (рум. Raionul Comrat) — адміністративно-територіальна одиниця Молдавської РСР та Республіки Молдова, що існувала від 11 листопада 1940 року до 22 липня 1995 року.

## Історія
Як і більшість районів Молдавської РСР, утворено 11 листопада 1940 року, центр — місто Комрат. До 16 жовтня 1949 року перебував у складі Бендерського повіту, після скасування повітового поділу перейшов у безпосереднє республіканське підпорядкування.
Від 31 січня 1952 року до 15 червня 1953 року входив до складу Кагульського округу, після скасування окружного поділу знову перейшов у безпосереднє республіканське підпорядкування.
9 січня 1956 року до складу Комратського району передано невеликі частини ліквідованих Баймаклійського та Бессарабського районів.
23 липня 1959 року до Комратського району було приєднано частину території скасованого Бессарабського району.
25 грудня 1962 Комратський район ліквідовано, але через два роки (23 грудня 1964 року) відновлено, при цьому до його складу включено частину території колишнього Тараклійського району.
У 1991—1994 роках район номінально був частиною Республіки Молдова, але фактично перебував на території самопроголошеної Республіки Гагаузія.
1994 року Республіку Гагаузія повернуто до складу Молдови на правах широкої автономії, а 22 липня 1995 року, відповідно до Закону № 563-XIII, офіційно оформлено як автономне територіальне утворення Гагаузія. Тоді ж територію району з незначними змінами (до складу району передано два села Бессарабського району (Авдарма та Чок-Майдан) та одна комуна Тараклійського району (Світлий), у свою чергу з Комратського району передано дві комуни (Києту та Садик) до Кантемірського, два села (Кіоселія-Маре і Фрумушика) — до Кагульського та одне село (Борогань) — до Леовського району Молдови) передано до складу Гагаузії, де вона утворила Комратський округ (долай).

## Населені пункти
До утворення АТУ Гагаузія до Комратського району входили:
- 1 місто — Комрат (рум. Comrat);
- 9 сіл, що не входять до складу комун;
- 9 сіл, що входять до складу 4 комун.

| №  | Село (комуна)     | Назва села в українській транскрипції |
| -- | ----------------- | ------------------------------------- |
| 1  | Бешалма           | Бешалма                               |
| 2  | Борогань          | Борогань                              |
| 3  | Буджак            | Буджак                                |
| 4  | Дезгінжа          | Дезгінжа                              |
| 5  | Кіоселія-Маре     | Кіоселія-Маре                         |
| 6  | Кіоселія-Маре     | Кіоселія-Руса                         |
| 7  | Кірсова           | Кірсова                               |
| 8  | Києту             | Києту                                 |
| 9  | Києту             | Дімітрова                             |
| 10 | Конгаз            | Конгаз                                |
| 11 | Верхній Конгазчик | Конгазчикул-де-Сус                    |
| 12 | Верхній Конгазчик | Конгазчикул-де-Жос                    |
| 13 | Верхній Конгазчик | Дудулешти                             |
| 14 | Котовське         | Котовське                             |
| 15 | Садок             | Садик                                 |
| 16 | Садок             | Тараклія                              |
| 17 | Ферапонтіївка     | Ферапонтіївка                         |
| 18 | Фрумушика         | Фрумушика                             |